# Surinaamse Garnalenvangst Maatschappij
De Surinaamse Garnalenvangst Maatschappij (SUGAM) is een Surinaams staatsbedrijf dat zich richt op de vangst en verwerking van garnalen.
De SUGAM werd in 1973 opgericht en valt onder het ministerie van Landbouw, Veeteelt en Visserij. Midden jaren 1970 beschikte het over twintig boten.
De garnalenvangst was aanvankelijk gericht op de kleinere garnalensoort seabob (Xiphopenaeus kroyeri). Later werd overgestapt op de grotere soorten uit het Penaeus-geslacht.